# Lennox (Califòrnia)
Lennox és una concentració de població designada pel cens dels Estats Units a l'estat de Califòrnia. Segons el cens del 2000 tenia 22.950 habitants.

## Demografia
Segons el cens del 2000, Lennox tenia 22.950 habitants, 5.049 habitatges, i 4.382 famílies. La densitat de població era de 8.204,7 habitants/km².
Dels 5.049 habitatges en un 63,9% hi vivien nens de menys de 18 anys, en un 59,8% hi vivien parelles casades, en un 17,7% dones solteres, i en un 13,2% no eren unitats familiars. En el 9,2% dels habitatges hi vivien persones soles el 2,6% de les quals corresponia a persones de 65 anys o més que vivien soles. El nombre mitjà de persones vivint en cada habitatge era de 4,55 i el nombre mitjà de persones que vivien en cada família era de 4,7.
Per edats la població es repartia de la següent manera: un 39% tenia menys de 18 anys, un 12,4% entre 18 i 24, un 32,3% entre 25 i 44, un 12,7% de 45 a 60 i un 3,6% 65 anys o més.
L'edat mediana era de 24 anys. Per cada 100 dones de 18 o més anys hi havia 106,5 homes.
La renda mediana per habitatge era de 28.273 $ i la renda mediana per família de 27.991 $. Els homes tenien una renda mediana de 19.235 $ mentre que les dones 16.564 $. La renda per capita de la població era de 8.499 $. Entorn del 31,5% de les famílies i el 31,5% de la població estaven per davall del llindar de pobresa.

## Poblacions més properes
El següent diagrama mostra les poblacions més properes.